# 좌파연합 (포르투갈)
좌파연합(포르투갈어: Bloco de Esquerda 블로쿠 드 이스케르다[*])은 포르투갈의 좌파 정당이다. 현재 의회에 19석을 보유하고 있으며, 사회당, 포르투갈 공산당과 함께 연립정부에 협력하고 있다.

## 2015년 선거 결과
좌파연합은 2015년 포르투갈 총선에서 19석을 얻었으며, 이는 사회민주당, 사회당에 이어 3번째로 많은 수였다.

## 같이 보기
- 포르투갈의 정당